# 萧爰之
萧爰之（?—?），刘宋人物，辅国将军府参军萧乐子的儿子，即丘县令萧隽的孙子。
萧爰之在刘宋官至员外郎。萧爰之的儿子萧敬宗官至始兴王国中军，始兴王即宋文帝第二子劉濬。萧爰之的侄子萧道成建立南齐王朝，以萧爰之的孙子、萧敬宗之子萧景先为新吴侯。